# Ausländerbehörde
Eine Ausländerbehörde (regional unterschiedlich zumeist als ALB oder ABH abgekürzt; auch ZAB für Zentrale Ausländerbehörde) oder Ausländeramt (ALA) besteht in Deutschland zumeist in jedem Landkreis oder in einer kreisfreien Stadt mit der Aufgabe des Vollzugs des Ausländerrechts. In einigen Bundesländern haben auch größere, kreisangehörige Städte eigene Ausländerbehörden (z. B. in Hessen alle Städte ab 50 000 Einwohnern).

## Sachliche Zuständigkeit der Ausländerbehörden
Die Länder führen das Aufenthaltsgesetz als eigene Angelegenheit aus (Art. 83 Grundgesetz). Für einen bundeseinheitlichen Vollzug wurden gemäß Art. 84 Abs. 2 GG allgemeine Verwaltungsvorschriften zum Aufenthaltsgesetz erlassen. Ausländerbehörden sind zuständig für die Erteilung oder Versagung von Aufenthaltserlaubnissen nach den jeweiligen Aufenthaltszwecken des Aufenthaltsgesetzes, der Entscheidung über die Erteilung von Niederlassungserlaubnissen, der Entscheidung und ggf. Durchführung von Ausweisungen bzw. Abschiebungen. Ferner stellt sie neben den jeweiligen Aufenthaltstiteln auch Passersatzpapiere aus. Daneben entscheidet sie über die Ausstellung von Aufenthaltsgestattungen für Asylbewerber – die Durchführung des Asylverfahrens als solchen liegt allerdings im ausschließlichen Verantwortungsbereich des Bundesamts für Migration und Flüchtlinge (BAMF) – und Duldungen sowie Reiseausweise für Ausländer. Außerdem wird über das Vorliegen der gesetzlichen Voraussetzungen für einen Familiennachzug entschieden. Ausländerbehörden sind an Visaerteilungen beteiligt.
Daneben ergibt sich eine Vielzahl von Aufgaben, wie u. a. zeitliche Befristung von Aufenthaltstiteln, Ablehnung von Aufenthaltserlaubnissen, Verfügung von Ausreiseaufforderungen nach dem Aufenthaltsgesetz in den Fällen des Eintritts der Ausreisepflicht, sowie Klärung der Identität von Ausländern und ggf. auch Beschaffung von Identitätspapieren.
Die Zuständigkeit einer Ausländerbehörde ist im Aufenthaltsgesetz selbst geregelt. Gemäß § 71 Abs. 1 Aufenthaltsgesetz sind für aufenthalts- und passrechtliche Maßnahmen und Entscheidungen nach dem Aufenthaltsgesetz die Ausländerbehörden zuständig.

## Örtliche Zuständigkeit
Die örtliche Zuständigkeit für einen Ausländer ist nicht bundesgesetzlich geregelt, sondern beruht auf dem ergänzenden Landesrecht. Im Allgemeinen bestimmt sich die örtliche Zuständigkeit nach dem gewöhnlichen Aufenthaltsort des Ausländers.

## Tatsächlicher Vollzug der Entscheidungen
Die Ausländerbehörden sind für den Vollzug der eigenen aufenthaltsbeendenden Entscheidungen und der negativen Asylentscheidungen des BAMF zuständig. Sie prüfen die rechtlichen Voraussetzungen zur Abschiebung des Ausländers. Im Anschluss melden sie bei den zuständigen Behörden die jeweiligen Flüge an. Für den tatsächlichen Vollzug bedient sie sich in der Regel der jeweiligen Landespolizei. Eine Ausnahme stellt Nordrhein-Westfalen dar, dort führen die Ausländerbehörden, die dort den Status einer Sonderordnungsbehörde im Sinne von § 12 OBG haben, die Abschiebungen sowie Haftmaßnahmen (§ 62 AufenthG) mit eigenen Vollzugskräften durch. Diese haben die gleichen Befugnisse wie Polizeibeamte und sind als Vollstreckungsbeamte durch § 113 StGB geschützt.

## Behördenübergreifende Kommunikation
Jede Ausländerbehörde ist an das Ausländerzentralregister angeschlossen. Sie korrespondiert in erforderlichen Fällen mit Auslandsvertretungen sowie mit nationalen Polizei- und Justizbehörden. Daneben besteht eine Übermittlungspflicht der Strafverfolgungsbehörden über die Einleitung von Strafverfahren an die Ausländerbehörde. Daneben besteht eine Verpflichtung der Ausländerbehörde auf Unterrichtung der Stellen, die mit Schwarzarbeit, Gewerberecht und Strafverfolgung befasst sind.
Darüber hinaus haben sie Zugriff auf alle relevanten europäischen Datensysteme wie dem Visa-Informationssystem, EURODAC und dem Schengener Informationssystem.

## Von den Ausländerbehörden angewendetes Recht und Aufsicht
Beim Ausländerrecht handelt es sich um Bundesrecht. Dabei finden jedoch ergänzend entsprechende Anwendungshinweise des für Ausländerrecht zuständigen Landesministeriums (in der Regel das Innenministerium) bzw. Innensenatoren und Stadtstaaten Anwendung. Daneben ist es möglich, dass die zuständigen Minister der Länder beispielsweise im Rahmen von Bleiberechtsregelungen nach § 23 Abs. 1 Aufenthaltsgesetz entsprechende Regelungen treffen.
Die Fachaufsicht führt eine Oberbehörde bzw. eine Bezirksregierung des jeweiligen Landes, sofern vorhanden, ansonsten das zuständige Ministerium als oberste Landesbehörde.